# Soul to Soul (Tomoyasu Hotei)
Soul to Soul è un album del 2020 di Tomoyasu Hotei. 

## Tracce
1. Soul to Soul (musica: Tomoyasu Hotei)
2. Dangerous (musica: Tomoyasu Hotei)
3. Find A Way (musica: Tomoyasu Hotei)
4. Lotus Flower (feat. Zucchero Fornaciari) (musica: Tomoyasu Hotei)
5. Great Messenger (musica: Tomoyasu Hotei)
6. BoomBoomBoom (musica: Tomoyasu Hotei)
7. I Don't Wanna Lie (musica: Tomoyasu Hotei)
8. Battle Without Honor Or Humanity (Solid Groove) (musica: Tomoyasu Hotei)
9. Live On (musica: Tomoyasu Hotei)
10. Savage Sun (musica: Tomoyasu Hotei)
11. Battle Without Honor Or Humanity (Battle Samba) (musica: Tomoyasu Hotei)